# Inside the Goldmine
Inside the Goldmine es una película estadounidense de drama, crimen y misterio de 1994, dirigida por Josh Evans, que a su vez la escribió junto a Uri Zighelboim, musicalizada por Robin Le Mesurier, en la fotografía estuvo Fernando Argüelles y los protagonistas son Alan Marshall, Tully Jensen y Natasha Gregson Wagner, entre otros. El filme se estrenó el 20 de mayo de 1994.

## Sinopsis
Las vidas de diferentes integrantes de la generación X se enlazan como consecuencia del homicidio de una joven mujer.